# Crescendo...nell'amore
Crescendo...nell'amore è il diciassettesimo album in studio del cantautore italiano Gigi Finizio, pubblicato nel 1994.
Esso rappresenta una vera svolta nella carriera del cantautore. Le canzoni che in seguito hanno avuto successo sono Mare d'inverno e Ti cercherò.

## Tracce
1. 'Na camicetta blu
2. Mare d'inverno
3. 23 33 44 e po' n'atu 3
4. Ti cercherò
5. Tu e nisciuno cchiù
6. Inferno
7. Et voilà
8. Erotic Line
9. Nun te spusà
10. Attualità